# Poecilippe medialis
Poecilippe medialis är en skalbaggsart som beskrevs av Sharp 1886. Poecilippe medialis ingår i släktet Poecilippe och familjen långhorningar. Inga underarter finns listade i Catalogue of Life.